# Otakar Husák

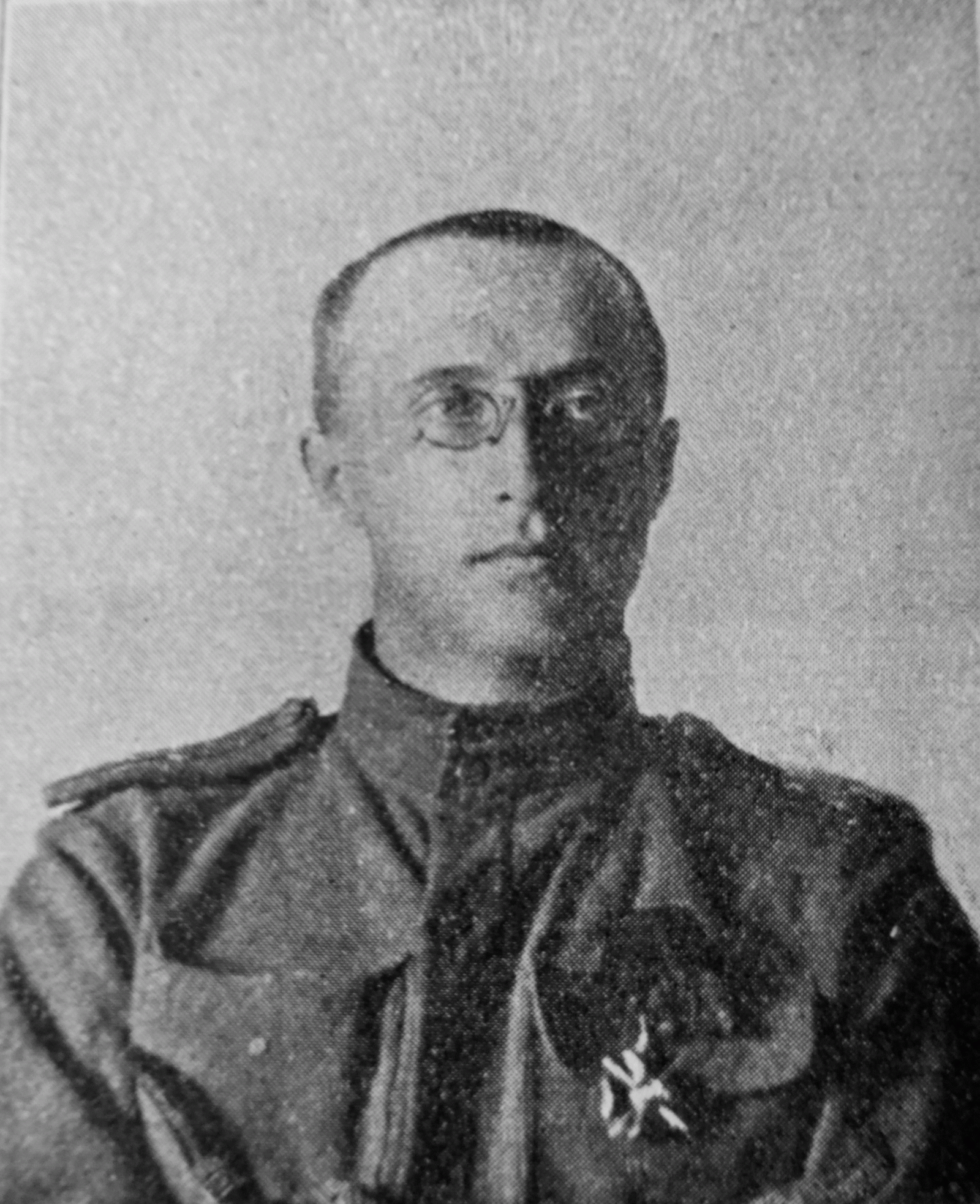
Otakar Husák na ruské frontě jako jeden z prvních českých dobrovolníků - důstojníků

Otakar Husák (23. dubna 1885 Nymburk – 12. června 1964 Praha) byl československý generál, legionář a ministr obrany v letech 1920–1921.

## Život
Vystudoval reálné gymnázium v Karlíně. Po maturitě pokračoval v letech 1904–1909 ve studiu chemie na ČVUT. Studium zakončil ziskem titulu inženýr. Po studiu odešel do Ruska, kde se stal v roce 1914 ředitelem soukromé chemické továrny ve Varšavě. Po vypuknutí první světové války vstoupil do České družiny, kde se stal velitelem čety. Od ledna 1916 velel rotě Československého střeleckého pluku a od jara 1917 praporu 1. střeleckého pluku. Před bitvou u Zborova byl těžce raněn. Po vyléčení byl velitelem prvního lodního transportu legionářů severní cestou z Archangelska (odjezd 15. října 1917)  do Francie, kde se jako velitel praporu zúčastnil bitvy u Terronu. V prosinci 1918 se spolu s T. G. Masarykem vrátil do vlasti, kde působil jako přednosta vojenské kanceláře prezidenta republiky.
Dne 15. září 1920 byl jmenován jako nestraník ministrem národní obrany v tzv. první vládě Jana Černého. Po demisi vlády 26. září 1921 odešel na vlastní žádost do zálohy. Když stát ve 20. letech založil továrnu na výbušniny Explosia v Semtíně, stal se Husák jejím prvním ředitelem.
Brzy po okupaci Československa v březnu 1939 byl Otakar Husák zatčen a až do roku 1945 vězněn v koncentračních táborech Dachau a Buchenwald. Po skončení druhé světové války byl v červnu 1945 jmenován ředitelem Synthesie Semtín. V této pozici působil až do března 1948, kdy byl penzionován. V roce 1949 byl znovu zatčen komunistickým režimem, a přestože se vyhnul zapojení do protikomunistického odboje, jež bylo cílenou provokací ze strany Vojenského obranného zpravodajství, strávil téměř pět měsíců ve vězení v Ruzyni a na Pankráci. Žádnou protistátní činnost mu neprokázali, a tak byl propuštěn. Po propuštění z vězení musel i přes vysoký věk pracovat, aby získal nárok na důchod. Do důchodu tak odešel teprve v 75 letech v roce 1960. Zemřel v Praze 12. června 1964. V roce 1968 byl rehabilitován. Teprve po roce 1989 ale mohl být in memoriam vyznamenán Řádem Milana Rastislava Štefánika II. třídy (1992). Město Nymburk mu v roce 1998 udělilo čestné občanství.[nedostupný zdroj]
Otakar Husák se v roce 1919 oženil s Boženou Pickovou (1893–1945) a usadili se na Janáčkově nábřeží čp. 85/5, tehdejším stále ještě Ferdinandově nábřeží čp. 85/31. Na této adrese oficiálně bydleli až do roku 1932, kdy se přestěhovali do ulice U Havlíčkových sadů čp. 422/1, kde bydlel až do konce svého života. V roce 1945 Husákova manželka Božena zemřela. V roce 1947 se oženil s Libuší Baťovou (1921–1989). 

## Vyznamenání
| Válečný kříž                                | Válečný kříž (Francie)                      |
| Československý válečný kříž 1914–1918       | Československý válečný kříž 1914–1918       |
| Československá revoluční medaile            | Československá revoluční medaile            |
| Medaile vítězství                           | Československá medaile Vítězství            |
| Řád Milana Rastislava Štefánika – II. třídy | Řád Milana Rastislava Štefánika , II. třídy |
| Řád čestné legie, III. třídy – komandér     | Řád čestné legie, III. třídy – komandér     |
| Řád čestné legie, IV. třídy – důstojník     | Řád čestné legie, IV. třídy – důstojník     |
| Řád čestné legie, V. třídy – kavalír        | Řád čestné legie, V. třídy – kavalír        |